# 袁袠
袁袠（1502年—1547年），字永之，號胥臺山人，南直隸蘇州府吳縣人，民籍，明朝政治人物。

## 生平
嘉靖四年（1525年）乙酉科應天鄉試第一名舉人（解元），五年（1526年）丙戌科二甲第一名進士（傳臚）。改庶吉士，授刑部主事，為刑部尚書胡世寧所看重，七年（1528年）任河南鄉試副考官，同年奉使錄囚淮揚，改南京兵部武選司主事，以兵部失火下獄，謫戍湖州衛，起復原職，升北京兵部職方司員外郎，二十一年（1542年）出為廣西按察司僉事，二十六年（1547年）卒於官。

## 著作
著有《胥臺先生集》。

## 家族
高祖袁以寧；曾祖袁琮；祖父袁敬；伯父袁鼒；父袁鼏。母葛氏（封安人）。兄袁表、袁褧、袁褒，從兄袁袞，從弟袁裘。